# Falcomurus chilikaensis
Genre
Espèce
Falcomurus chilikaensis, unique représentant du genre Falcomurus, est une espèce de collemboles de la famille des Orchesellidae.

## Distribution
Cette espèce est endémique d'Odisha en Inde Elle se rencontre vers le lac Chilika.

## Description
Falcomurus chilikaensis mesure jusqu'à 1,40 mm.

## Étymologie
Son nom d'espèce, composé de chilika et du suffixe latin -ensis, « qui vit dans, qui habite », lui a été donné en référence au lieu de sa découverte, le lac Chilika.

## Publication originale
- Mandal, 2018 : A new genus of Heteromurini (Collembola: Entomobryidae) with dental base falcate macrochaetae, from India. Halteres, vol. 9, p. 74-85.